# Lake (Metro de Los Ángeles)
Lake es una estación en la línea A del Metro de Los Ángeles y es administrada por la Autoridad de Transporte Metropolitano del Condado de Los Ángeles. La estación se encuentra localizada en Pasadena, California entre la Avenida North Lake y la Interestatal 210. Esta estación tiene capacidad para 100 estacionamientos.

## Atracciones
- Ice House
- Carnegie Observatories
- Distritos de compras de Lake
- Distrito de Pasadena Playhouse

## Conexiones de autobuses
- Metro Local: 180, 485
- Foothill Transit: 690
- LADOT Commuter Express: 549
- Pasadena ARTS: 20, 40